# Carl August Canaris
Carl August Canaris (* 7. Dezember 1881 in Rümelingen, Luxemburg; † 27. Februar 1934 in Muralto, Tessin, Schweiz) war ein deutscher Manager.
Carl August Canaris war der Sohn des Managers Carl Canaris, später Hüttendirektor und Vorstandsmitglied bei der Niederrheinischen Hütte. Er wuchs zunächst in Aplerbeck auf. Im Jahre 1892 erfolgte ein Umzug nach Düsseldorf und im gleichen Jahr weiter nach Duisburg.
Er hatte zwei jüngere Schwestern und einen jüngeren Bruder. Sein Bruder Wilhelm Canaris (1887–1945) wurde Admiral und von 1935 bis 1944 Leiter der Abwehr, des militärischen Geheimdienstes der Wehrmacht. Ab 1893 lebte er mit drei Geschwistern in einer Villa mit Park, Gärtnerei, Kutschenhaus und Tennisplatz.
Seinen Schulabschluss machte Canaris 1900 am Steinbart-Gymnasium. Er studierte an der Technischen Hochschule in Berlin Bergbau und promovierte zum Ingenieur. Er war Mitglied im Verein Deutscher Ingenieure (VDI) und im Ruhr-Bezirksverein des VDI.
Laut des Autors Heinz Höhne profilierte er sich als einer der fähigsten Stahlwerker Deutschlands.
Zuletzt war Canaris Generaldirektor sowohl der J. A. Maffei in München als auch der Lokomotiv- und Maschinenfabrik Henschel in Kassel. Er gestaltete die Übernahme von Maffei durch Henschel. Nach deren Rückabwicklung aufgrund der durch Canaris gefälschten Maffei-Bilanz 1927 musste er 1929 beide Firmen verlassen. Canaris starb kurze Zeit später im Alter von nur 53 Jahren an einem Herzleiden im Schweizer Kanton Tessin.